# Symphonie no 10 de Lokchine
Pour les articles homonymes, voir Symphonie no 10.
La Symphonie no 10 de Lokchine, est une symphonie avec contralto et orchestre symphonique en huit mouvements, composée en 1976, par Alexandre Lokchine sur des poèmes de Nikolaï Zabolotski. Elle est créée à Moscou la même année, par la contralto Nina Grigorieva et l'Orchestre de chambre de Moscou, sous la direction de Rudolf Barchaï.

## Histoire
Comme dix des onze symphonies de Lokchine, il s'agit d'une symphonie vocale. Le choix du musicien se porte sur les derniers poèmes de Nikolaï Zabolotski, un artiste ayant été « déporté et presque tué et revenu miraculeusement des camps. […] Parmi les poètes d'après-guerre, il est probablement le seul à réussir à relancer le son de la poésie classique russe (précisément dans les derniers poèmes vers lesquels Lokchine s'est tourné) ».

## Mouvements
1. Introduzione. Clarinette solo. (Andante  = 66)
2. Tema. Chœur. (Adagio  = 54)
3. Variation I. Contralto. (Animato  = 11)
4. Intermedia I. Chœur. (Adagio  = 54)
5. Variation II. Contralto. (Agitato  = 100)
6. Intermedia II. Chœur. (Adagio  = 54)
7. Variation III. Contralto. (Adagio  = 56)
8. Chorale. Chœur. ( = 60)

Durée : 33 minutes
La clarinette solo ouvre, dans une sorte d'improvisation libre, et se représente ensuite, comme un fil rouge, pour relier chaque section de l'œuvre. Ensuite le chœur entame le thème « Chante-moi... une chanson de la vie ». Le compositeur utilise les trois clarinettes parfois comme une sorte de chœur, puis les autres instruments, mais il fait sonner le tout comme de la musique de chambre (var. III par exemple) : il s'agit de l'une des symphonies les plus intimes de l'historie de la musique. Dans la symphonie, les trois variations qui sont des chants séparés, sont encadrés par des strophes chorales. La dernière section, fait appel à l'orgue et au chœur aux accents modaux étranges tout d'abord, rejoint par les autres instruments dans une nappe sonore lumineuse et délicate, aboutissant à une longue tenue pianissimo où seule surnage de nouveau la clarinette.

## Instrumentation
| Instrumentation de la Symphonie no 10                                                                   |
| Cordes                                                                                                  |
| premiers violons, seconds violons, altos,violoncelles, contrebasses                                     |
| Bois |
| hautbois (aussi cor anglais),3 clarinettes en la (la 3ème aussi clarinette basse),bassons, contrebasson |
| Cuivres                                                                                                 |
| trompette, cor en fa, trombone-ténor                                                                    |
| Percussions                                                                                             |
| timbales, cymbales, triangle,cloches, xylophone,tambour militaire, tam-tam, grosse caisse               |
| Claviers                                                                                                |
| Orgue, harpe                                                                                            |
| Autres                                                                                                  |
| Chœur à quatre voix                                                                                     |

## Édition
La partition est parue à Moscou, compositeurs soviétiques 1981.

## Discographie
- Symphonies nos 7 et 10 ; Chants de Margaret° - Ludmila Sokolenko°, soprano ; Nina Gregorieva, contralto ; Orchestre de chambre de Moscou, dir. Rudolf Barchaï (Melodiya CD 10 01472)